# Васильевка (Октябрьский район, Оренбургская область)
Васильевка — село в Октябрьском районе Оренбургской области России. Административный центр и единственный населённый пункт Васильевского сельсовета.

## География
Село находится на севере центральной части Оренбургской области, в степной зоне, на левом берегу реки Янгиз, вблизи места впадения в неё реки Богдановки, на расстоянии примерно 32 километров (по прямой) к западу-юго-западу (WSW) от села Октябрьского, административного центра района. Абсолютная высота — 164 метра над уровнем моря.
Климат
Климат характеризуется как резко континентальный с продолжительной морозной зимой и относительно коротким жарким сухим летом. Среднегодовая температура составляет 3 °C. Средняя температура воздуха самого тёплого месяца (июля) — 26,9 °C (абсолютный максимум — 42 °C); самого холодного (января) — −13,3 °C (абсолютный минимум — −43 °C). Среднегодовое количество атмосферных осадков не превышает 350—400 мм.
Часовой пояс
Село Васильевка, как и вся Оренбургская область, находится в часовой зоне МСК+2. Смещение применяемого времени относительно UTC составляет +5:00.

## Население
| 2010 | 2012 | 2013 | 2014 | 2015 | 2016 | 2017 |
| ---- | ---- | ---- | ---- | ---- | ---- | ---- |
| 488  | ↗516 | ↗521 | ↘508 | ↗514 | ↘507 | ↘497 |
| 2018 | 2019 | 2020 | 2021 |      |      |      |
| ↘490 | ↘479 | ↘457 | ↘447 |      |      |      |

Половой состав
По данным Всероссийской переписи населения 2010 года в половой структуре населения мужчины составляли 44,1 %, женщины — соответственно 55,9 %.
Национальный состав
Согласно результатам переписи 2002 года, в национальной структуре населения русские составляли 71 % из 653 чел.